# Frank Pattyn
Pour les articles homonymes, voir Pattyn.
Frank Jean-Marie Léon Pattyn est un glaciologue belge et professeur à l'Université libre de Bruxelles. Il est surtout connu pour avoir développé des modélisations de calotte glaciaire et dirigé des intercomparaisons de modèles. 

## Enfance et études
Frank Pattyn est né à Etterbeek le 4 mars 1966. Il a obtenu son baccalauréat en 1986 et son master en géographie à la Vrije Universiteit Brussel en 1988. Il a ensuite obtenu son doctorat en modélisation de la calotte glaciaire de la même institution en 1998 avec une thèse de doctorat s'intitulant « Dynamique de la calotte glaciaire de la Terre Dronning Maud orientale, Antarctique, ».

## Carrière et impact
Après son doctorat, Pattyn a travaillé comme chercheur postdoctoral à l'Institut national de recherche polaire de Tokyo, Japon (1999-2000) avant de revenir en Belgique en tant qu'associé de recherche à la Vrije Universiteit Brussel. 
En 2000, il enseigne la géomorphologie et la climatologie à l'Université libre de Bruxelles où il devient professeur titulaire en 2011. Depuis 2006, il est également co-directeur du Laboratoire de Glaciologie de l'Université libre de Bruxelles.
Il préside actuellement le Comité national belge de la recherche antarctique, la branche belge du Comité scientifique de la recherche antarctique et vice-président de la Société internationale de glaciologie et rédacteur en chef associé du Journal of Glaciology. 
Pattyn est l'auteur de plus de 70 articles évalués par des pairs (dont 6 de revues de haut niveau) couvrant divers aspects de la glaciologie. Ses articles sont cités plus de 1 700 fois. 
Les travaux de Pattyn comprennent la modélisation de la calotte glaciaire au moyen d'observations in situ et par télédétection, pour évaluer les changements de masse actuels et futurs de la calotte glaciaire de l'Antarctique. Il a développé plusieurs modèles de calotte glaciaire, notamment un modèle thermomécanique tridimensionnel de calotte glaciaire comprenant des gradients de contraintes d'ordre supérieur (modèle de Blatter-Pattyn), et plus récemment le modèle rapide de calotte glaciaire thermomécanique élémentaire (f.ETISh). Ces modèles sont capables de simuler le comportement des courants de glace à écoulement rapide et l'écoulement de glace à travers les lacs subglaciaires, et ce sur de longues échelles de temps.
Il est également activement impliqué dans une série de projets d'intercomparaison de modèles de calottes glaciaires (ISMIP),  tels que ISMIP-HOM, ISMIP-HEINO, MISMIP, MISMIP3D et MISMIP+.
Il participe à 19 expéditions dans les glaciers de l'Antarctique et de l'Arctique afin d'étudier l'interaction des glaciers et des calottes glaciaires avec l'eau sous-glaciaire et l'océan, à l'aide d'un radar à pénétration de sol (géoradar) et d'un GPS différentiel.
Depuis sa prise de fonction en tant que professeur, il a également porté une attention particulière au rayonnement de la glaciologie. Il a notamment développé le modèle de Grantisme,, qui permet de simuler l'évolution du Groenland et de l'Antarctique selon des paramètres compréhensibles par tous (température, niveau de la mer). Il a récemment mis en place la plate-forme, The Tweeting Ice Shelf, un projet qui consiste en deux GPS placés sur la banquise du Roi Baudouin, en Antarctique oriental, qui communiquent leurs positions et leurs mouvements via Twitter. 

## Prix et distinctions
Pattyn reçoit la médaille Louis Agassiz 2018, un prix de l'Union européenne des géosciences pour sa contribution scientifique exceptionnelle à l'étude de la cryosphère.

## Travaux choisis
- (en) Frank Pattyn, « Sea-level response to melting of Antarctic ice shelves on multi-centennial timescales with the fast Elementary Thermomechanical Ice Sheet model (f.ETISh v1.0) », The Cryosphere, vol. 11, no 4,‎ 2017, p. 1851–1878 (DOI 10.5194/tc-11-1851-2017, Bibcode 2017TCry...11.1851P)
- (en) Edward Hanna, Francisco J. Navarro, Frank Pattyn et Catia M. Domingues, « Ice-sheet mass balance and climate change », Nature, vol. 498, no 7452,‎ 2013, p. 51–59 (PMID 23739423, DOI 10.1038/nature12238, Bibcode 2013Natur.498...51H, S2CID 205234225, lire en ligne)
- (en) Frank Pattyn, Laura Perichon, Gaël Durand et Lionel Favier, « Grounding-line migration in plan-view marine ice-sheet models: Results of the ice2sea MISMIP3d intercomparison », Journal of Glaciology, vol. 59, no 215,‎ 2013, p. 410–422 (DOI 10.3189/2013JoG12J129, Bibcode 2013JGlac..59..410P)
- (en) Frank Pattyn, C. Schoof, L. Perichon et R. C. A. Hindmarsh, « Results of the Marine Ice Sheet Model Intercomparison Project, MISMIP », The Cryosphere, vol. 6, no 3,‎ 2012, p. 573–588 (DOI 10.5194/tc-6-573-2012, Bibcode 2012TCry....6..573P)
- (en) Frank Pattyn, « Antarctic subglacial conditions inferred from a hybrid ice sheet/ice stream model », Earth and Planetary Science Letters, vol. 295, nos 3–4,‎ 2010, p. 451–461 (DOI 10.1016/j.epsl.2010.04.025, Bibcode 2010E&PSL.295..451P)
- (en) Frank Pattyn, « GRANTISM: An Excel model for Greenland and Antarctic ice-sheet response to climate changes », Computers & Geosciences, vol. 32, no 3,‎ 2006, p. 316–325 (DOI 10.1016/j.cageo.2005.06.020, Bibcode 2006CG.....32..316P)
- (en) Frank Pattyn, « A new three-dimensional higher-order thermomechanical ice sheet model: Basic sensitivity, ice stream development, and ice flow across subglacial lakes », Journal of Geophysical Research: Solid Earth, vol. 108, no B8,‎ 2003, p. 2382 (DOI 10.1029/2002JB002329, Bibcode 2003JGRB..108.2382P)